# Edward Wyke-Smith
Pour les articles homonymes, voir Edward Smith (homonymie) et Smith.
Edward Augustine Wyke-Smith (12 avril 1871 - 16 mai 1935) est un ingénieur, aventurier et écrivain britannique, auteur de plusieurs romans dans les années 1920. Dans son dernier livre, destiné aux enfants et intitulé The Marvellous Land of Snergs (1927), apparaissent les Snergs, des créatures de petite taille dont J. R. R. Tolkien pensait qu'ils constituent peut-être une influence inconsciente pour ses Hobbits.

## Sources
- Douglas A. Anderson (trad. Daniel Lauzon), Le Hobbit annoté [« The Annotated Hobbit »], Christian Bourgois, 2012 (ISBN 978-2-267-02389-3), p. 6-7
- (en) Wayne G. Hammond et Christina Scull, The J.R.R. Tolkien Companion and Guide: Reader's Guide, Houghton Mifflin, 2006, 1256 p. (ISBN 978-0-618-39101-1), p. 1130-1132
- J. R. R. Tolkien, Christopher Tolkien et Humphrey Carpenter (trad. Delphine Martin et Vincent Ferré), Lettres [« Letters of J.R.R. Tolkien »] [détail des éditions], p. 215